# Xã Heath, Michigan
Xã Heath (tiếng Anh: Heath Township) là một xã thuộc quận Allegan, tiểu bang Michigan, Hoa Kỳ. Năm 2010, dân số của xã này là 3.317 người.